# Mikołaj Wodka z Kwidzyna
Mikołaj Wodka z Kwidzyna (in. Abstemius, Nicolai de Insula Mariae; ur. ok. 1442 w Kwidzynie, zm. 1494)   – polski astronom i lekarz, prawdopodobnie nauczyciel Mikołaja Kopernika.

## Życiorys
Urodził się w 1442 roku w niezamożnej rodzinie, jako syn mieszczanina Grzegorza. Najprawdopodobniej uczęszczał do kwidzyńskiej szkoły katedralnej, a następnie do włocławskiej szkoły katedralnej. W latach 1462–1467 studiował matematykę oraz astronomię na Uniwersytecie Krakowskim, gdzie nie uzyskał tytułu naukowego. W latach 1467–1475 najprawdopodobniej studiował na Universitas Istropolitana w Preszburgu, gdzie zdobył tytuł magistra. W 1479–1481 był lektorem astronomii na Uniwersytecie Bolońskim, gdzie w 1480 lub 1481 roku uzyskał tytuł doktora medycyny. W latach 1482–1488 praktykował jako lekarz i astrolog w Poznaniu. Następnie przeniósł się do Włocławka, jako lekarz nadworny biskupa Piotra z Bnina Moszyńskiego, a następnie od 1490 lub 1491 jako kanonik katedry włocławskiej. W tym okresie Mikołaj Wodka był nauczycielem Mikołaja Kopernika, wraz z którym sporządził zegar słoneczny na południowej ścianie katedry. W kolejnych latach przebywał wraz z biskupem Piotrem z Bnina Moszyńskim. Zmarł w drugiej połowie listopada lub w grudniu 1494 roku.